# Actions du plateau de Gheluvelt
Première Guerre mondiale
Les actions du plateau de Gheluvelt se sont déroulées en Belgique du 31 juillet au 27 août 1917, lors de la troisième bataille d'Ypres (31 juillet - 10 novembre 1917), pendant la Première Guerre mondiale.
La 5e armée britannique et la 4e armée allemande se sont battues pour la possession du plateau dans la partie la plus élevée des crêtes au sud-est, à l'est et au nord-est d'Ypres en Flandre-Occidentale. La 4e armée avait construit des positions défensives dans le saillant d'Ypres depuis 1915 et le plateau de Gheluvelt était la section la plus fortifiée du front. La Cinquième Armée avait fait du plateau son objectif principal lors de la bataille de Pilckem Ridge (31 juillet - 2 août), mais l'avance du IIe Corps a été contenue en deçà de ses objectifs et les contre-attaques allemandes ont ensuite repris du terrain.

## Histoire
Le sol avait été brassé par des tirs d'artillerie mais, depuis la fin de la journée du 31 juillet jusqu'au 5 août, des pluies torrentielles transforment le sol en une mer de boue et inondent les cratères d'obus. Une attaque du IIe Corps le 2 août, reportée au 10 août, conduit à la prise de Westhoek (en) alors qu'Inverness Copse, Glencorse Wood et Nonne Bosschen sont repris par des contre-attaques allemandes. Le succès défensif allemand est coûteux malgré de nouvelles tactiques et commence à inquiéter les commandants allemands. Lors d'une période sèche, la Cinquième Armée attaque de nouveau à Langemarck (en) (16–18 août) mais le IIe Corps est de nouveau repoussé par les contre-attaques des divisions allemandes de maintien au sol et de leur soutien, les divisions Eingreif spécialisées en contre-attaques. Le Royal Flying Corps effectue plus de reconnaissances sur le champ de bataille et de sorties d'attaque au sol, mais une contre-attaque allemande précipitée (Gegenstoß) envahit une brigade de la 56th (1/1st London) Division, laissant les troupes britanniques plus au nord débordées, les forçant à battre en retraite.
Le 22 août, la 14e division (légère) a conquis Inverness Copse puis l'a perdu lors d'une contre-attaque méthodique allemande (Gegenangriff) le 24 août. Une attaque de chars d'infanterie a échoué le 27 août, lorsque les chars se sont enlisés et qu'une autre tentative a été annulée le 31 août. Le sol détrempé gênait tout mouvement, rendait les opérations de chars presque impossibles et étouffait les explosions d'obus. Les nuages bas et le brouillard ont obstrué la communication entre la ligne de front et l'arrière, entravant la liaison entre l'artillerie britannique et leurs avions d'observation. Malgré des améliorations tactiques considérables de la part des Britanniques, les défenseurs allemands, qui ont dû endurer les mêmes conditions épuisantes et sapant le moral, ont tenu bon à Inverness Copse et Glencorse Wood. Le moral des Britanniques est tombé si bas que certains hommes ont été faits prisonniers sans combat ; les Allemands les trouvèrent amers de leurs échecs mais le succès de la 4e armée coûta cher en pertes.
Après le 24 août, le maréchal Sir Douglas Haig, commandant du Corps expéditionnaire britannique (BEF), a de nouveau déplacé la frontière entre la Cinquième Armée et la Deuxième Armée, cette fois vers le nord jusqu'à la voie ferrée Ypres-Roulers et a relevé le II Corps avec le I Anzac Corps et le X Corps. Après une accalmie de trois semaines pour améliorer les communications, au cours de laquelle les pluies se sont arrêtées et le sol a séché, les Britanniques ont capturé une grande partie du plateau le 20 septembre, lors de la bataille de la crête de Menin Road (20-26 septembre). En 1929, John Charteris, le chef du renseignement du BEF de 1915 à 1918, a écrit des remarques contradictoires sur le climat d'août en Flandre, qui ont influencé les écrivains ultérieurs. L'historien officiel, James Edmonds, a réfuté Charteris en 1948 et a également critiqué Gough, malgré l'inclusion de nombreuses preuves contraires. En 1996, Prior et Wilson ont écrit que Gough avait prévu des opérations d'attrition "mordre et tenir", plutôt que des tentatives de percer les défenses allemandes, contrairement aux affirmations de nombreux autres auteurs, y compris l'historien officiel.

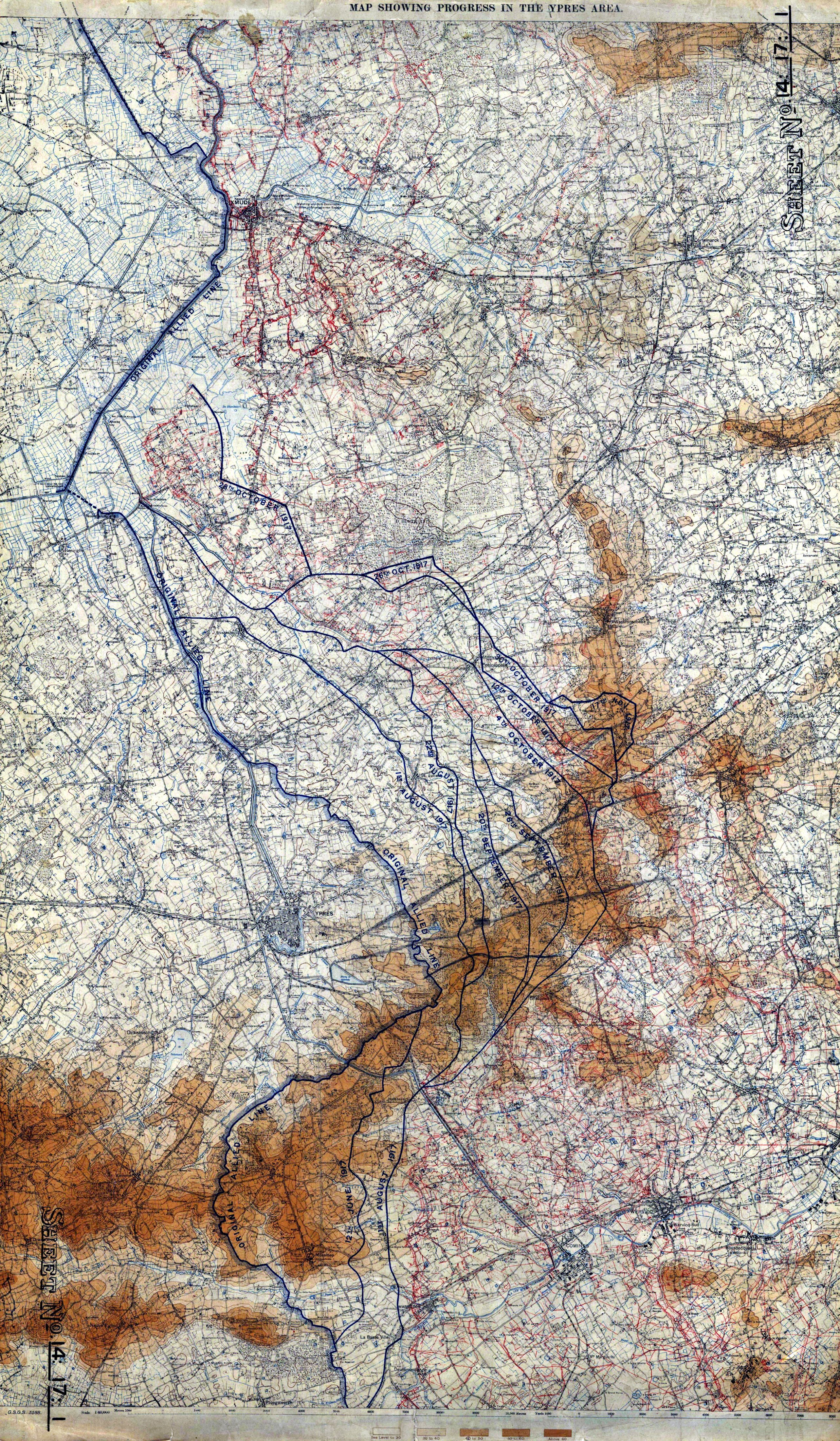
Carte montrant la topographie et les emplacements dans le district d'Ypres, détaillant les avancées britanniques et françaises à Ypres, 1917.

## Sources
- J. H. Boraston et C. E. O. Bax, The Eighth Division 1914–1918, London, Medici Society, 1999 (1re éd. 1926) (ISBN 978-1-897632-67-3)
- John Charteris, Field Marshal Earl Haig, London, Cassell, 1929 (OCLC 874765434, lire en ligne )
- J. H. Davidson, Haig: Master of the Field, London, Peter Nevill, 2010 (1re éd. 1953) (ISBN 978-1-84884-362-2)
- R. A. Doughty, Pyrrhic victory: French Strategy and Operations in the Great War, Cambridge, MA, Belknap Press, 2005 (ISBN 978-0-674-01880-8)
- C. H. Dudley Ward, The Fifty Sixth Division 1914–1918 (1st London Territorial Division), London, Murray, 2001 (1re éd. 1921) (ISBN 978-1-84342-111-5)
- J. E. Edmonds, Military Operations France and Belgium, 1914: Antwerp, La Bassée, Armentières, Messines and Ypres October–November 1914, vol. II, London, Macmillan, coll. « History of the Great War based on Official Documents by Direction of the Historical Section of the Committee of Imperial Defence », 1925 (OCLC 220044986)
- J. E. Edmonds, Military Operations France and Belgium 1917: 7 June – 10 November. Messines and Third Ypres (Passchendaele), vol. II, London, HMSO, coll. « History of the Great War Based on Official Documents by Direction of the Historical Section of the Committee of Imperial Defence », 1991 (1re éd. 1948) (ISBN 978-0-89839-166-4)
- Elizabeth Greenhalgh, The French Army and the First World War, Cambridge, Cambridge University Press, 2014 (ISBN 978-1-107-60568-8)
- J. P. Harris, Douglas Haig and the First World War, Cambridge, Cambridge University Press, 2008 (ISBN 978-0-521-89802-7)
- H. A. Jones, The War in the Air, Being the Story of the Part Played in the Great War by the Royal Air Force, vol. II, London, Clarendon Press, 2002 (1re éd. 1928) (ISBN 978-1-84342-413-0, lire en ligne )
- H. A. Jones, The War in the Air Being the Part played in the Great War by the Royal Air Force, vol. IV, London, Clarendon Press, 2002a (1re éd. 1934) (ISBN 978-1-84342-415-4, lire en ligne )
- M. Kincaid-Smith, The 25th Division in France and Flanders, London, Harrison, 2001 (1re éd. 1920) (ISBN 978-1-84342-123-8)
- Passchendaele in Perspective: The Third Battle of Ypres, London, Leo Cooper, 1997 (ISBN 978-0-85052-588-5)
- Fritz von Lossberg, Lossberg's War: The World War I Memoirs of a German Chief of Staff, Lexington, KY, University Press of Kentucky, coll. « Foreign Military Studies », 2017 (ISBN 978-0-8131-6980-4) Translation of Meine Tätigkeit im Weltkriege 1914–1918, Berlin, Verlag Ernst Siegfried Mittler und Sohn, 1939
- A. Lucas et J. Schmieschek, Fighting the Kaiser's War: The Saxons in Flanders 1914/1918, Barnsley, Pen & Sword Military, 2015 (ISBN 978-1-78346-300-8)
- The 47th (London) Division, 1914–1919 by Some who Served with it in the Great War, London, Amalgamated Press, 1922 (ISBN 978-1-84342-205-1, lire en ligne )
- G. H. F. Nichols, The 18th Division in the Great War, London, Blackwood, 2004 (1re éd. 1922) (ISBN 978-1-84342-866-4)
- R. A. Perry, To Play a Giant's Part: The Role of the British Army at Passchendaele, Uckfield, Naval & Military Press, 2014 (ISBN 978-1-78331-146-0)
- R. Prior et T. Wilson, Passchendaele: The Untold Story, Cumberland, Yale University Press, 1996 (ISBN 978-0-300-07227-3)
- A. Rawson, The Passchendaele Campaign 1917, Barnsley, Pen & Sword, 2017 (ISBN 978-1-52670-400-9)
- Landrecies to Cambrai: Case Studies of German Offensive and Defensive Operations on the Western Front 1914–17, Solihull, Helion, 2011 (ISBN 978-1-90603-376-7)
- M. Samuels, Command or Control? Command, Training and Tactics in the British and German Armies 1888–1918, London, Frank Cass, 1995 (ISBN 978-0-7146-4214-7)
- H. R. Sandilands, The 23rd Division 1914–1919, Edinburgh, W. Blackwood, 2003 (1re éd. 1925) (ISBN 978-1-84342-641-7)
- Command and Control on the Western Front: The British Army's Experience 1914–18, Staplehurst, Spellmount, 2004 (ISBN 978-1-86227-083-1)
- J. Sheldon, The German Army at Passchendaele, London, Pen and Sword, 2007 (ISBN 978-1-84415-564-4)
- A. Simpson, Directing Operations: British Corps Command on the Western Front 1914–18, Stroud, Spellmount, 2006 (ISBN 978-1-86227-292-7)
- J. Terraine, The Road to Passchendaele: The Flanders Offensive 1917, A Study in Inevitability, London, Leo Cooper, 1977 (ISBN 978-0-436-51732-7)
- G. C. Wynne, If Germany Attacks: The Battle in Depth in the West (expurgated), London, Faber & Faber, 1976 (1re éd. 1939) (ISBN 978-0-8371-5029-1)

Thèses
- J. Beach, British Intelligence and the German Army, 1914–1918 (thèse), London, London University, 2005 (OCLC 500051492, lire en ligne)